# Wintzenheim-Kochersberg
 Wintzenheim-Kochersberg (en alsacià Wínzne) és un municipi francès, situat a la regió del Gran Est, al departament del Baix Rin. L'any 1999 tenia 269 habitants.
Forma part del cantó de Bouxwiller, del districte de Saverne i de la Comunitat de comunes del Kochersberg.

## Demografia
| 1962 | 1968 | 1975 | 1982 | 1990 | 1999 |
| ---- | ---- | ---- | ---- | ---- | ---- |
| 223  | 225  | 258  | 252  | 269  | 269  |

## Administració
| Període   | Identitat      | Partit |
| --------- | -------------- | ------ |
| 2001-2007 | Paul Ostermann |        |
| 2007-     | Alain North    |        |